# رقاح
رقاح (الاسم العلمي Crithagra)، جنس طير من الجواثم مخروطيات المناقير وفصيلة الشرشوريات. أنواعه المعروفة 37 أعطانها معظم المناطق الحارة من البلاد الأفريقية. ملجنها الحياتي جماعي. أسرابها متفاوتة العدد. تألف الغابات والبراري والحقول المزدرعة. قوتها الحبوب والبزور والحشرات الصغيرة على أختلافها.

## الأنواع
يحتوي الجنس على 37 نوعًا: 
- رقاح آكل البذور، Crithagra rufobrunnea
- رقاح ساو تومي، Crithagra concolor
- رقاح أفريقي، Crithagra citrinelloides
- رقاح الغربية، Crithagra frontalis
- رقاح جنوبي، Crithagra hyposticta
- كناري أسود الوجه، Crithagra capistrata
- كناري بردي، Crithagra koliensis
- كناري الغابات، Crithagra scotops
- رقاح أبيض الكفل، Crithagra leucopygia
- الكناري أسود الحنجرة، Crithagra atrogularis
- Crithagra xanthopygia
- رقاح ريتشنو، Crithagra reichenowi
- نعار عربي، Crithagra rothschildi
- رقاح أصفر الحنجرة، Crithagra flavigula
- رقاح سلفادور، Crithagra xantholaema
- كناري ليموني الجؤجؤ، Crithagra citrinipectus
- كناري موزمبيقي، Crithagra mozambica
- كناري أبيض البطن، Crithagra dorsostriata
- نعار اليمن، Crithagra menachensis
- رقاح دراكينسبرغ، Crithagra symonsi
- Crithagra donaldsoni
- Crithagra buchanani
- كناري أصفر، Crithagra flaviventris
- Crithagra sulphurata
- Crithagra striatipectus [6]
- Crithagra reichardi
- رقاح مخطط الرأس، Crithagra gularis
- ، Crithagra canicapilla
- رقاح أسود الأذن، Crithagra mennelli
- رقاح أسمر الكفل، Crithagra tristriata
- Crithagra albogularis
- Crithagra burtoni
- Crithagra striolata
- Crithagra whytii
- Crithagra melanochroa
- Crithagra leucoptera